# هرتا اسپونر
هرتا اسپونر (به آلمانی: Hertha Sponer؛ زادهٔ ۱ سپتامبر ۱۸۹۵ — درگذشتهٔ ۲۷ فوریهٔ ۱۹۶۸) یک شیمی‌دان و فیزیک‌دان اهل آلمان بود که به ارتقاء مکانیک کوانتومی کمک کرد او اولین استاد زن در دانشکدهٔ فیزیک دانشگاه دوک بود.

## زندگی و شغل
پس از به قدرت رسیدن هیتلر و حزب نازی در آلمان در سال ۱۹۳۳، به دلیل اقدامات این حزب علیه زنان در دانشگاه‌ها، او و دو فیزیک‌دان آلمانی زن دیگر لیزه مایتنر و هدویگ کون مجبور به ترک آلمان شدند. هرتا مدتی به نروژ و دانشگاه اسلو رفت و پس از مدتی در سال ۱۹۳۶ به آمریکا مهاجرت کرد و به مقام استادی دانشگاه دوک رسید. او در این دانشگاه به اولین استاد زن بدل شد و تا زمان مرگش (۱۹۶۸) در آنجا تدریس می‌کرد.